# جیمی گروس
جیمی گروس (انگلیسی: Jamie Gross؛ زادهٔ ۲ سپتامبر ۱۹۸۳) تدوین‌گر اهل ایالات متحده آمریکا است. وی از سال ۲۰۰۳ میلادی تاکنون مشغول فعالیت بوده‌است.